# Вюрцитан
Вюрцитан — химическое соединение с формулой C12H18, представляющее собой каркасный углеводород, атомы углерода которого образуют в пространстве структуру, аналогичную кристаллической решётке вюрцита. В англоязычной литературе более распространён термин айсан (iceane, от англ. ice — лёд) из-за схожести с кристаллической структурой водяного льда.
Впервые вюрцитан был синтезирован в 1974 году.